# لوبنیگ (بوتان)
لوبنیگ (به لاتین: Lobnig) یک منطقهٔ مسکونی در بوتان (کشور) است که در استان چوخا واقع شده‌است.